# Chesias nigrogriseata
Chesias nigrogriseata là một loài bướm đêm trong họ Geometridae.